# Béatrice Berthet
Béatrice Berthet (...) è una sciatrice alpina svizzera paralimpica, che ha rappresentato la Svizzera nello sci alpino paralimpico ai Giochi paralimpici invernali del 1984, 1988 e 1992, vincitrice di due medaglie di bronzo a Innsbruck 1988.

## Carriera
Ai Giochi paralimpici invernali di Innsbruck del 1988, nella categoria LW10, Berthet si è classificata al 3º posto nello slalom speciale in 1:45.39 (sul podio Reinhild Möller, medaglia d'argento, che ha concluso la gara in 1:27.46 e seconda Lana Spreeman, bronzo in 1:32.29) e nello slalom gigante (tempo realizzato 2:24.85, terza classificata dietro all'atleta tedesca Reinhild Möller in 1:53.35 e quella statunitense Lana Jo Chapin in 2:03.43).